# Melocco János
Melocco János (Fiume, 1909. december 26. – Budapest, 1951. február 22.) jogász, író, újságíró, a kommunizmus áldozata, Melocco Miklós szobrászművész édesapja.

## Élete
Id. Melocco János és Kandó Mária fia. 1932-ben Budapesten szerezte meg jogi és államtudományi doktorátusát. 1928 és 1943 között a Magyar Távirati Iroda és a Magyar Rádió munkatársa volt, vezette az idegen nyelvű hírszolgálatot. Több alkalommal is tudósított Rómából és Berlinből. 1943–44-ben a Pester Lloyd politikai rovatvezetőjeként dolgozott. 
1945-től 1950-ig az Új Ember belső munkatársa volt. A budapesti katonai törvényszék koncepciós terrorperben hűtlenség vádjával halálra ítélte, s kötél által kivégezték az Államvédelmi Hatóság (ÁVH) Fő utca 70. szám alatti épületében. Felesége Schuster Teodóra volt.

## Művei
- Mi van és mi lehet Abessziniában; Budapest, 1935
- Boccaccio életének regénye; Budapest, 1942
- Mint a nap. Válogatott írások; Új Ember, Budapest, 2009